# Kirtland
Kirtland je město ve státě Ohio, které má dnes téměř 7000 obyvatel. Není nijak rozlehlým městem, ale sehrálo důležitou roli v dějinách USA.
Je známé především díky tomu, že bylo střediskem mormonského náboženství. Pod vedením Josepha Smithe zde byl postaven Chrám, který je ústředním symbolem města. Budova ve správě Kristovy Komunity.